# Lambro (Campania)
Il Lambro (detto anche Rubicante) è un fiume della provincia di Salerno che nasce dal Gelbison e sfocia nel mar Tirreno nei pressi di Palinuro, non lontano dal capo omonimo, circa 500 metri a nord della foce del fiume Mingardo.
Il braccio di mare compreso tra le foci dei due fiumi è noto come baia della Molpa, dove si affacciava l'antica città omonima. Sopra la baia tra le foci dei fiumi, l'altura denominata collina della Molpa, su cui a 140 metri s.l.m. si erge una rocca dell'XI secolo eretta dai Normanni. La pianura retrostante l'altura compresa tra i due fiumi è detta La Piana.
Nei pressi della foce del fiume Lambro due spiagge molto frequentate dai turisti: a nord della foce la spiaggia del Buon Dormire, raggiungibile esclusivamente dal mare a bordo di piccole imbarcazioni; a sud, sotto la collina della Molpa, la spiaggia di Marinella.

## Leggenda
Il fiume Lambro è il mitico Lete, che con lo Stige, identificabile con il vicino fiume Mingardo, è uno dei due fiumi infernali dell'Eneide, citati da Virgilio nel racconto della morte di Palinuro: 
(Publio Virgilio Marone, Eneide)

## Cronaca
In data 21 dicembre 2019 è avvenuta l'ultima esondazione del fiume Lambro. Circa sessanta le abitazioni evacuate dalla Protezione Civile. Non si sono registrati danni a persone.
Alti i valori di inquinamento delle acque del fiume e conseguentemente nel mare antistante la foce (dichiarata dal Ministero della salute non balneabile nel tratto di 200 metri di costa nei pressi della foce). Numerosi i controlli al fine di individuare i trasgressori delle norme antinquinamento. L'ultima operazione di polizia di rilievo è avvenuta nel dicembre del 2008, quando la Capitaneria di Porto ha arrestato i titolari di due frantoi di Futani per distruzione delle bellezze ambientali e violazione delle norme antinquinamento. I frantoi smaltivano direttamente nel fiume le cosiddette "acque di vegetazione", acque nere e maleodoranti prodotte dal processo di spremitura delle olive.
| Controllo di autorità | VIAF (EN) 47144814317826773403 |